# جين إليزابيث جونز
جين إليزابيث جونز (بالإنجليزية: Jane Elizabeth Jones)‏ هي ناشطة حق المرأة بالتصويت ‏ أمريكية، ولدت في 13 مارس 1813، وتوفيت في 13 يناير 1896.